# Три рубля 1869 года
Три рубля 1869 года — новая золотая монета, которая стала чеканиться во времена правления Александра II. Монета чеканилась на Санкт-Петербургском монетном дворе.

## История

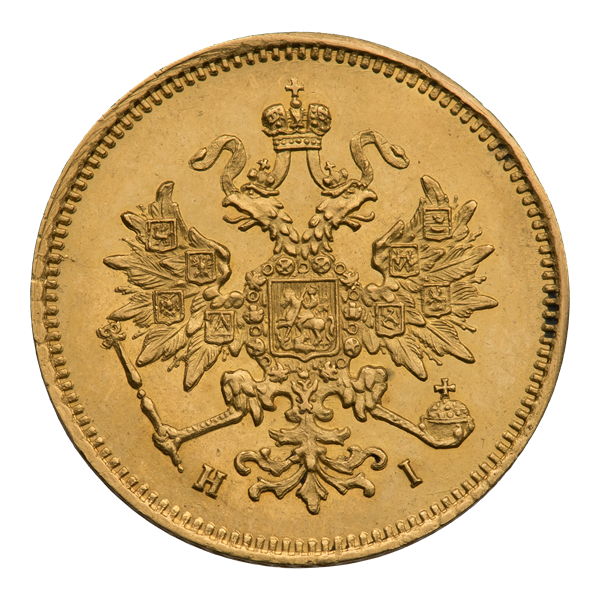
Три рубля 1869 года (аверс)

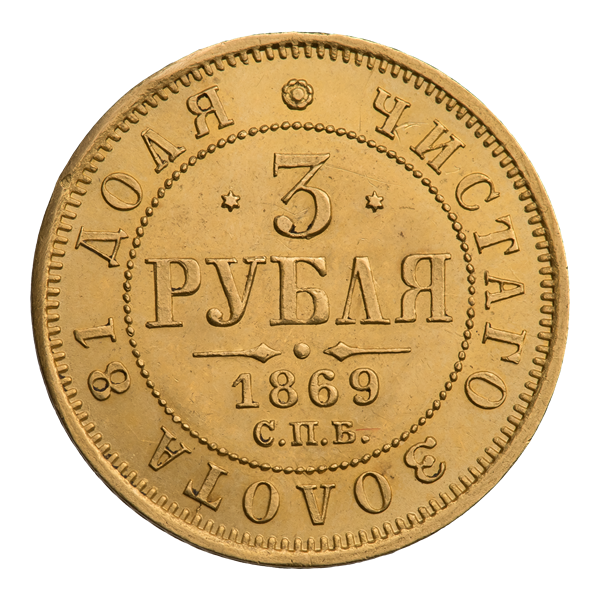
Три рубля 1869 года (реверс)

В 1869 году при Александре II стали чеканить трехрублевые монеты из золота 917 пробы. Вес монеты составлял 3,93 г, из которых 3,6 г — чистого золота, а диаметр — 19,7 мм. Гурт пунктирный.
На лицевой стороне трехрублевой монеты был изображен двуглавый орел с восемью гербами на крыльях (Царства Казанского, Царства Польского, Царства Херсонеса Таврического, с соединённым гербом Великих княжеств Киевского, Владимирского и Новгородского, Царства Астраханского, Царства Сибирского, Царства Грузинского и Княжества Финляндского) и лентой, которая соединяла короны. Из самой верхней короны спускалась Андреевская лента. На груди у орла был щит с гербом Москвы, который окружала цепь ордена св. Андрея Первозванного. В лапах у орла были скипетр и держава.
На обратной стороне монеты помещалась надпись «3 рубля», и точки-звездочки справа и слева от надписи. Также была нанесена декоративная черта, а под ней размещалась дата чеканки — 1869 год и место, где была изготовлена монета — «С. П.Б.». Вдоль края монеты в узком канте виднелась надпись «чистаго золота 81 доля». Монета была отчеканена на Санкт-Петербургском монетном дворе. На одной из сторон монеты значились инициалы «НI», которые обозначали минцмейстера Николая Иоссе.
Тираж монеты составил 143 003 экземпляров.
В тот же период чеканилась золотая пятирублевая монета с идентичным оформлением.